# Cuttoli-Corticchiato
Cuttoli-Corticchiato (en idioma corso, Cuttuli è Curtichjatu) es una comuna francesa situada en la circunscripción departamental de Córcega del Sur, en el territorio de la colectividad de Córcega.

## Demografía
| 515 | 544 | 465 | 643 | 1085 | 1473 | 1777 | 1951 | 2017 |
| Para los censos de 1962 a 1999 la población legal corresponde a la población sin duplicidades (Fuente: INSEE [Consultar]) |     |     |     |      |      |      |      |      |